# Дёмушкин, Дмитрий Николаевич
Дми́трий Никола́евич Дёмушкин (род. 7 мая 1979, Москва) — российский политик, государственный и общественный деятель, придерживающийся националистических взглядов.
Председатель запрещённых ныне по обвинению в экстремизме организаций «Славянский союз», «Славянская сила», «Русские». Председатель оргкомитета Партии националистов. Организатор «Русских маршей», активный участник протестных акций и митингов.
13 мая 2019 года Дёмушкин назначен временно исполняющим обязанности главы администрации сельского поселения Барвихинское Одинцовского района Московской области.

## Детство и юность
Дмитрий Николаевич Дёмушкин родился 7 мая 1979 года в Москве. Отец — Дёмушкин Николай Михайлович, водитель скорой помощи, инструктор по вождению. Мать — в девичестве Петрова Елена Александровна, учитель русского языка и литературы. В 1981 году его родители развелись, и в дальнейшем Дмитрия воспитывали мать, бабушка и тётя.
В юности Дмитрий занимался боксом и посещал тренажёрный зал. «У нас была своя группа, мы себя скинами тогда не называли, хотя и выглядели похоже. Все брили головы и носили кожаные короткие куртки, удобные для драки», — вспоминал Дёмушкин. В начале 1995 года Дёмушкин вошёл в группу людей, «которые себя позиционировали как скинхеды».

## Образование
Учился в трёх школах Москвы: № 763 до пятого класса, затем в № 997 до девятого класса, полное среднее образование получил в школе № 144.
Окончил экономический факультет по специальности «государственное и муниципальное управление» и факультет психологии по специальности «преподаватель психологии» Московского социально-гуманитарного института. В сентябре 2008 года поступил в аспирантуру.

## Общественно-политическая деятельность

### 1990-е годы
6 апреля 1996 года вступил в РНЕ.
В 1998 году Дёмушкин был назначен комендантом первой партийной группы, и в том же году — заместителем руководителя первой партийной группы РНЕ.
В 1999 году он стал курировать приём в РНЕ и «заведовать карантином».
В 1999 году после раскола в рядах РНЕ основал всероссийскую национал-социалистическую организацию Славянский Союз и стал её руководителем. Главными целями организация провозглашала установление русской национальной власти, увеличение национального представительства русских и закрепление за ними статуса государствообразующей нации.

### 2000-е годы
В 2001 году создавал оргкомитет Национально-державной партии России (НДПР). Подписал меморандум о создании с Юрием Беляевым (Партия Свободы) и Станиславом Тереховым (Союз офицеров).
В январе 2006 года Дёмушкин выделил адвокатов для защиты Александра Копцева, совершившего нападение в одной из московских синагог. При этом сам Дёмушкин утверждал, что принадлежность Копцева к Славянскому Союзу установлена не была.
В июле 2006 года Дёмушкин задерживался правоохранительными органами в связи с подозрениями о его причастности к произошедшему незадолго до этого взрыву около мечети в подмосковной Яхроме. В квартире Дёмушкина был произведен обыск, в результате которого были изъяты ноутбук и шесть коробок различных материалов. Обыск и задержание проведены в рамках расследования дела о взрыве мечети в подмосковном городе Яхрома. Тем не менее, вскоре глава Славянского Союза был отпущен на свободу. Впоследствии ответственность за этот взрыв взяли Олег Костарев и Илья Тихомиров, виновные также в теракте на московском Черкизовском рынке в августе 2006 года.

### 2010-е годы
В начале 2010 года во главе членов Славянского Союза принимал участие в течение четырёх месяцев в конфликте вокруг посёлка «Речник», строения на территории которого подлежали сносу согласно решению Кунцевского суда Москвы. При этом Дёмушкин категорически опроверг сообщения о столкновениях членов Славянского Союза с милицией. «Находятся они там для защиты местных жителей и их имущества от уголовников и сотрудников частных охранных предприятий, которые могут заниматься мародёрством после сноса домов» — заявил тогда Дёмушкин.
27 апреля 2010 года Московский городской суд признал межрегиональное общественное движение «Славянский союз» экстремистским. 29 июня 2010 года Верховный Суд РФ оставил в силе решение Московского городского суда о запрете движения. В тот же день Дёмушкин заявил о самороспуске организации. Правопреемницей запрещенного движения стала Славянская сила.
«Славянская сила» позиционировала себя в качестве национал-социалистической организации, признавая труды лидеров НСДАП в качестве базиса. Организация открыто требовала «очищения» страны от всех «нерусских», за исключением только для представителей тех этнических групп, которые не имеют собственной государственности. Для этих целей организация поддерживала и поощряла праворадикальное насилие.
11 декабря 2010 года Дёмушкин принимал участие в беспорядках на Манежной площади, однако категорически отверг обвинения в том, что столкновения с ОМОН спровоцировали националисты.
12 марта 2011 года выступил на митинге в Москве в защиту полковника Квачкова, обвиняемого в подготовке мятежа.
3 мая 2011 года Дёмушкин, совместно с лидером ДПНИ Александром Беловым, выступил основателем нового националистического объединения «Русские». Новая организация была создана на базе запрещенных Славянского Союза и ДПНИ, а также ряда других националистических движений.
В июле 2011 года Дёмушкин (совместно с двумя соратниками) съездил в Чечню, после чего восхитился положением дел в республике, что вызвало неоднозначную реакцию в среде русских националистов.
29 января 2012 года Дёмушкин выступил в парламенте Чеченской Республики, где поднял вопрос о придании русскому народу государствообразующего статуса в РФ. Данное предложение предполагает внесение соответствующих поправок в статью 1 Конституции РФ. Ранее глава чеченского парламента Дукуваха Абдурахманов, комментируя инициативу Дёмушкина, заявил в интервью Русской Службе Новостей, что орган готов выступить с законодательной инициативой об изменении статуса русского народа. При этом он подчеркнул, что юридически это «никому ничего не даст». «Но если есть такое желание, и это желание постоянно эксплуатируется политически, можно расставить акценты», — отметил Абдурахманов.
Принимал активное участие в акции в защиту лидера гражданского движения «Лига обороны Москвы» Даниила Константинова, задержанного по подозрению в убийстве. В интервью РИА «Новый Регион» Дёмушкин заявил, что не исключает, что уголовное преследование Константинова могло быть сфабриковано по политическим мотивам. Также Дёмушкин добавил, что до ареста на Константинова оказывали давление сотрудники правоохранительных органов с целью склонить к сотрудничеству.
26 апреля 2012 года в интервью РИА «Новый Регион» Дёмушкин выразил мнение, что против адвоката Дагира Хасавова, который в эфире «Рен-ТВ» пообещал залить Москву кровью, если не будут созданы шариатские суды, будет возбуждено уголовное дело. В то же время он отметил, что после заявления градус ксенофобии в России повысится, что может привести к непредсказуемым последствиям. По мнению Дёмушкина, Хасавов «сделал для разжигания межнациональной розни в России больше, чем все националисты — и русские, и остальные, вместе взятые».
14 августа 2012 года Дёмушкин подал документы для участия в выборах мэра Калининграда, однако Избирательная комиссия отказала ему в регистрации.
22 августа 2012 года обратился к патриарху Московскому и всея Руси Кириллу с просьбой оказать поддержку оргкомитету «За вынос Ленина». Ранее в рамках оргкомитета Дёмушкин обратился к генпрокурору РФ Юрию Чайке с просьбой проверить, является ли законным нахождение тела Ленина на Красной площади. К настоящему моменту официального ответа со стороны Генеральной прокуратуры не получено.
19 октября 2012 года Дёмушкин, по его собственным словам, получил благословение оптинского старца Илии на проведение Русского марша.
19 марта 2012 года объединение «Русские» высказало намерение создать политическую партию, первоначальная численность которой должна будет составить около 20 тысяч человек. Лидером националистический партии станет Дёмушкин.
В начале июля 2012 года Дёмушкин уведомил Минюст о создании организационного комитета политической партии Партия националистов. Уполномоченным лицом комитета был назначен Дёмушкин. К настоящему моменту процесс регистрации партии ещё не завершен.
Принимал активное участие в протестном движении в России, развернувшемся после думских выборов 2011 года.
В 2019 году стал корреспондентом сетевого издания «White News».

## Политические убеждения
В период членства в «Славянском союзе» Дёмушкин придерживался национал-социалистических взглядов и выступал за создание русского национального государства, построенного на принципах социальной справедливости. Однако в интервью 2015 года интернет-изданию Meduza Дёмушкин заявил, что национал-социализм — «тупиковый путь», и на сегодняшний день он считает себя «традиционным националистом».
Дёмушкин требует придания русскому народу государствообразующего статуса и внесения соответствующих поправок в Конституцию России.
При этом называет лозунг «Россия для русских» «не очень правильным и требующим расшифровки». По его мнению, данный лозунг следует трактовать, как «Россия для русских и других коренных народов России». Коренными народами называет народы, которые «проживают на территории страны, участвуют в её защите, строительстве и укреплении и не имеющие за пределами России своих национальных образований».
Сторонник федеративного государственного устройства России.
Выступает за введение визового режима со странами Средней Азии, наведение порядка в миграционной сфере и рынке труда, ликвидацию этнических монополий для этнических сообществ.
Сторонник десоветизации страны. Является координатором оргкомитета «За вынос мумии Ленина!».
Дёмушкин является одним из ключевых организаторов Русского марша.
В интервью информагентству Nevex TV пообещал в случае своего прихода к власти полностью поменять российское телевидение, так как оно способствует морально-нравственной деградации молодежи. В частности, Дёмушкин заявил, что музыкально-развлекательный телеканал МТV при нём точно будет закрыт, поскольку, по его мнению, занимается пропагандой гомосексуализма.
5 мая 2012 года в интервью российскому информационному агентству «Новый регион» Дёмушкин заявил, что «сегодня нет ни одной организации и партии, которая отражала бы интересы русских. Есть коммунисты, либералы, бюрократы, „партия воров и жуликов“. А партии русских нет. Мы добиваемся всеобщей этнополитической русской солидарности».
Публично не выражал позицию по войне на юго-востоке Украины, но считал действия российских властей ошибочными, поскольку они фактически только укрепили антироссийские настроения на Украине.
В 2022 году Дёмушкин осудил вторжение России на Украину и требует его прекращения. В ноябре 2022 года на Демушкина составили два протокола о распространении фейков про российских военных. Незадолго до этого в его квартире провели обыск, а телефон изъяли. Адвокат Дёмушкина связывает преследование с журналистской деятельностью политика.

## Уголовные дела

### Дело «Славянского союза»
3 мая 2011 года Главным следственным управлением Следственного комитета РФ было возбуждено уголовное дело по ч. 1 ст. 282.2 УК РФ (организация деятельности экстремистской организации). По версии следствия, «деятельность общественного объединения „Славянский союз“, несмотря на признание его в установленном порядке экстремистской организацией, до настоящего времени фактически не прекращена. Напротив, в целях избежания уголовной ответственности объединение было переименовано и стало называться „Славянская сила“. Фактическим лидером данной организации является Дмитрий Дёмушкин».
22 октября 2011 года в отношении Дёмушкина было возбуждено уголовное дело по двум статьям УК РФ: п. «а» ч.2 ст.282 (возбуждение ненависти либо вражды) и ч. 3 ст. 212 УК РФ (призывы к массовым беспорядкам и к насилию над гражданами).
По мнению следствия, 17 октября 2011 года Дёмушкин в интервью одному из информационных агентств высказывал идеи о признании превосходства русской нации над другими, призывал к беспорядкам и высказывал угрозы применения насилия в отношении лиц, которые будут воспрепятствовать установлению идеологии русского превосходства.
По мнению Дёмушкина, речь шла об интервью, данном им информационному агентству «Новый регион», в котором он заявил, что если власти не санкционируют Русский марш, «это будет побоище, прорывы ОМОН, массовые потасовки в центре Москвы. Потому что на окраину тогда мы не пойдем, а сами выберем место. И там будут уже тысячи задержанных».
В ходе беспорядков 6 мая 2012 года Дёмушкин был ранен во время задержания полицией в ходе прорыва со станции метро «Театральная» на Манежную площадь и доставлен в ОМВД «Даниловский». По его словам, стражи порядка ударили его по голове резиновой дубинкой. Медики констатировали у Дёмушкина «сотрясение мозга, ушиб мягких тканей затылка», после чего госпитализировали в Первую Градскую больницу.
7 марта 2013 года Дёмушкину было предъявлено окончательное обвинение, в котором следствие оставило лишь одну из инкриминируемых ему уголовных статей, изъяв из обвинительного заключения п. «а» ч. 2 ст.282 (возбуждение ненависти либо вражды) и ч. 3 ст. 212 УК РФ (призывы к массовым беспорядкам и к насилию над гражданами). Таким образом Дмитрию Дёмушкину инкриминируется ч. 1 ст. 282.2 УК РФ (организация деятельности общественной организации, в отношении которой судом принято вступившее в законную силу решение о запрете деятельности в связи с осуществлением экстремистской деятельности), по которой ему грозит до трех лет лишения свободы. 24 июня 2013 года в Останкинском суде г. Москвы начался судебный процесс. Ему была избрана мера пресечения в виде подписки о невыезде и надлежащем поведении.
В марте 2014 года мировой суд Останкинского района Москвы признал Дёмушкина виновным в организации экстремистского сообщества — движения «Славянская сила», лидером которого он является. Дёмушкин приговорён к штрафу в 200 тысяч рублей, но освобождён от наказания в связи с истечением срока давности совершения преступления.

### Дело об экстремизме
28 марта 2016 года Дёмушкина внесли в реестр экстремистов и террористов Росфинмониторинга.
21 октября 2016 года во время подачи заявки на проведение «Русского марша» Демушкин был задержан и доставлен в суд, который избрал ему меру пресечения в виде домашнего ареста по уголовному делу об экстремизме. Основанием для возбуждения уголовного дела послужили картинки, опубликованные на его странице в социальной сети «ВКонтакте». 25 апреля 2017 года Нагатинским районным судом Москвы был приговорён к 2,5 годам лишения свободы. Дёмушкин, в настоящее время признанный[кем?] политзаключенным, в ИК-2 провел 8 месяцев в секторе усиленного контроля, так как в материалах от следователя он был помечен как склонный к побегу.
20 февраля 2019 года Петушинский районный суд Владимирской области принял решение о досрочном освобождении Демушкина из исправительной колонии № 2 в г. Покрове. Основанием для досрочного освобождения стала частичная декриминализация части 1 статьи 282 УК РФ. Благодаря досрочному освобождению Демушкин вышел на свободу на 15 суток раньше своего полного срока наказания.
20 декабря 2019 года Дёмушкина исключили из реестра Росфинмониторинга.

## Карьера муниципального служащего
Вскоре после освобождения из мест лишения свободы Дёмушкин принят на работу специалиста второй категории в органах местного самоуправления Сельское поселение Барвихинское с соответствующим должностным окладом и надбавкой за особые условия труда. Затем он назначен на должность главного специалиста отдела по организационной работе, делам молодёжи, культуре и спорту администрации этого сельского поселения. 13 мая 2019 года Дёмушкин в установленном порядке и с соблюдением необходимых согласований назначен временно исполняющим обязанности главы администрации Сельского поселения Барвихинское. На новом посту Дёмушкин занимался проверкой деятельности прежней администрации и боролся против объединения Барвихи с Одинцовским районом. Со дня формирования органов местного самоуправления Одинцовского городского округа полномочия органов местного самоуправления и должностных лиц местного самоуправления были прекращены. 15 мая глава района заявил, что «никакого Демушкина в администрации Барвихи нет», информация о его назначении — фейк.

## Оценки и мнения
Политическая деятельность Дёмушкина вызывает противоречивые оценки.
Политолог Станислав Белковский в интервью «Особой букве» отозвался о нём резко негативно:

Дёмушкин — провокатор, который работает на Рамзана Кадырова, это очевидно.

Директор информационно-аналитического центра «СОВА» Александр Верховский, комментируя поездку Дёмушкина в 2012 году в Чечню и встречу с Рамзаном Кадыровым, заявил, что считает её «полноценной политической игрой с обеих сторон». По мнению Верховского, нет оснований расценивать визит лидеров националистического движения «Русские» в Чеченскую Республику как позитивную тенденцию в рамках выстраивания межэтнического диалога.
Координационный совет Русского гражданского союза заявил, что лидеры движения «Русские» (включая Дёмушкина) не выражают мнения всего русского движения, в частности, его симпатии к авторитаризму не поддерживаются национал-демократами.
Российский журналист Максим Калашников, комментируя уголовное преследование Дёмушкина, выступил в его защиту, заявив:

Что я могу сказать о случившемся? Хорошему русскому парню, Диме Дёмушкину, предъявили обвинения по двум уголовным статьям. Самое главное, по той самой «русской» двести восемьдесят второй статье. За что? За то, что человек осмелился в обычном интервью сказать, что русские люди имеют право собраться, что русский народ имеет право быть государствообразующим народом.

Президент Фонда эффективной политики Глеб Павловский считал, что власть будет любыми способами противодействовать Дёмушкину в легализации в публичной политике:

Всему виной репутация, он же образ, который сложился у наших националистов, в частности у Дёмушкина. Его считают крайне правым, чуть ли не экстремистом, хотя это не так. Его будут вытеснять любыми неправовыми способами из любых выборов и политической жизни. Если ещё с ним на улице система готова смириться, то дать возможность участвовать в выборах или создать политическую партию ему система не даст. Хотя тем самым система может навредить и себе, загоняя такие силы в откровенное подполье.

Журналист Максим Шевченко утверждал, что Дёмушкин является неонацистом. В прямом эфире российского Интернет-издания RUSSIA.RU Шевченко во время интервью с Дёмушкиным заявил, что до знакомства считал его «абсолютно невозможным человеком, манипулируемым и нацистом», а после личной беседы полностью переменил своё мнение и считает его «русским националистом, достойным, православным человеком со своими взглядами и позицией», о чём публично перед всеми признаётся. 22 мая 2013 года Шевченко в интервью Русской службе новостей заявил: «Есть в национальном движении и вполне вменяемые люди — в частности движение Д. Дёмушкина. И на месте Кремля я бы дал ему карт-бланш на объединение им националистов, запретив, одновременно, всех остальных».
В 2017 году общественно-политический деятель и публицист Егор Просвирнин назвал Дёмушкина неонацистом, при этом удивляясь тому, что Дёмушкин в течение 10 лет не получал тюремного срока за призывы к насилию против сотрудников правоохранительных органов и насильственному свержению власти:

Господин Дёмушкин – он даже не украинский националист, Дёмушкин всегда выступал как совершенно откровенный неонацист, он всегда любил на всех «Русских маршах» кидать зиг хайль, на камеру ходить с символикой, крайне напоминающей свастику, и везде всем рассказывать, как он скоро будет резать агентов ФСБ. Как они все устроят резню правоохранительным органам. И его лет 10 не сажали совершенно. Невозможно понимать, что человек собрал группу людей в масках, которые давали интервью BBC, о том, как они тренируются к совершению государственного переворота в РФ, чтоб он разные давал реплики год за годом и ему ничего за это не было.

Назначение Дёмушкина в мае 2019 года на должность врио главы администрации Сельского поселения Барвихинское Росбизнесконсалтинг сопровождал ремаркой, что на должность в госвласти назначен националист.